# Britische Post in China
Die Britische Post in China war ein von 1844 bis 1922 bestehender Postdienst der Royal Mail in den chinesischen Vertragshäfen und von 1899 bis 1930 im Pachtgebiet Weihaiwei.

## Geschichte
Durch den Vertrag von Nanking 1842 wurden fünf chinesische Häfen für britische Handelsunternehmen geöffnet. In jedem Hafen wurde ein britisches Konsulat eröffnet, das ab 1844 die Post der Handelsunternehmungen annahm und nach Hongkong weiterleitete. Dort wurde die Post bearbeitet und erhielt entsprechende Stempel und Leitvermerke.
Mit der Pekinger Konvention (1860) wurden weitere elf Häfen ausländischen Händlern geöffnet und der Umfang des Postverkehrs nahm in der Folgezeit stark zu. Ab dem 15. Oktober 1864 war die Verwendung der Briefmarken von Hongkong vorgeschrieben, die Wertangaben der im Kaiserreich China verwendeten Silberwährung aufweisen. Durch die Zunahme der Postverkehrs waren die Konsulate allmählich überfordert und der Postverkehr wurde ab 1. Mai 1868 dem Postamt in Hongkong unterstellt und Postagenturen oder Postämter eröffnet, die von der Öffentlichkeit genutzt werden konnten. Bis 1876 erfolgte allerdings weiterhin die Stempelung und Weiterbeförderung der Post über Hongkong, wo die Briefmarken mit dem Balkenovalstempel mit der Nummer B62 entwertet wurden. Zwischen 1876 und 1885 erhielten die Postanstalten in den Vertragshäfen eigene Entwertungs- und Ortsdatumsstempel. Die Entwertung der Briefmarken mit einem sogenannten „Killerstempel“, einem Stempel in ovalem Format der aus breiten Balken bestand mit einer Aussparung für einen alphanumerischen Code in der Mitte, blieb bis Mitte der 1880er Jahre üblich. Erst danach finden sich auf Briefmarken Entwertungen mit Ortsdatumsstempeln, die zuvor nur auf dem Umschlag abgeschlagen wurden.
Über die britische Post waren die Vertragshäfen ab 1876 nicht nur in das britische, sondern in das Postnetz des Weltpostvereins eingebunden, die kaiserliche chinesische Post wurde hingegen erst 1896 gegründet.
Durch die weitere Zunahme des Postverkehrs im beginnenden 20. Jahrhundert und die Reduzierung der Postgebühren auf die Standardraten innerhalb des britischen Empires, wurde der Postdienst in China zu einer Belastung des relativ kleinen Postamtes in Hongkong. Daher wurden die Postanstalten in China ab 1. Januar 1911 direkt dem Hauptpostamt in London unterstellt.
Nach einer Vereinbarung mit der Regierung der Republik China wurden die Postanstalten in den Vertragshäfen am 30. November 1922 geschlossen. Im Pachtgebiet Weihaiwei blieben britische Postagenturen bis zum 30. September 1930 geöffnet.

## Vertragshäfen mit britischen Postanstalten
Britische Postanstalten (Postämter und die nachgeordneten Postagenturen) bestanden in 11 der 16 Vertragshäfen. Die Schreibweise der Orte richtet sich nach der damals im Englischen gebräuchlichen Schreibweise, die auch auf den Poststempeln zu finden ist.

Balkenovalstempel A1 von Amoy (1866)

### Amoy
Amoy erhielt ein Konsularpostamt im Jahre 1844. Bereits 1866 wurden Poststempel geliefert, die im Folgejahr eingesetzt wurden. Es handelte sich um einen Balkenovalstempel mit der Kennung A1 zur Briefmarkenentwertung und den Ortsdatumstempel AMOY. 1876 wurden zwei Postämter eröffnet, eines in der Stadt selbst und eines auf der vorgelagerten Insel Ku Lang Seu. Das Postamt in der Stadt erhielt einen neuen Balkenovalstempel mit der Kennung D27, der ältere Stempel A1 wurde auf der Insel Ku Lang Seu verwendet.

### Anping
Der Hafen von Anping (Tainan) auf der Insel Taiwan wurde 1860 für britische Händler geöffnet. Ein Postamt wurde erst 1889 eröffnet, das ausschließlich einen Ortsdatumsstempel verwendete. Das Postamt wurde 1895 geschlossen, als Taiwan unter japanische Kontrolle geriet.

### Canton
Canton hatte schon ab 1834 einen Postdienst, der von den dort niedergelassenen Händlern organisiert worden war. Während des Ersten Opiumkrieges 1839 wurde der Postdienst eingestellt und erst 1844 wieder eröffnet. Als Folge antibritischer Unruhen im Jahre 1856 musste das Postamt vorübergehend nach Whampoa verlegt werden. Nachdem britische Truppen im Zweiten Opiumkrieg die Stadt besetzten, wurde das Postamt in Canton wieder geöffnet. Die Postämter in Canton und Whampoa wurden im Juli 1863 geschlossen und der Postverkehr über das britische Konsulat abgewickelt. Ab 1875 bestand wieder ein Postamt für die Öffentlichkeit; der Entwertungsstempel war ein hochovaler Balkenstempel mit der Nummer C1.

### Chefoo
Chefoo erhielt erst am 1. Januar 1903 ein britisches Postamt, das mit einem Zweikreisstempel ausgestattet war. Das Postamt befand sich auf dem Gelände der Firma Curtis Brothers.

### Foochow
Die Konsularpost in Foochow (damals noch Foochowfoo) eröffnete 1844. Ab 1873 ist die Verwendung eines Balkenovalstempels mit der Nummer F1 belegt. Der erste Ortsdatumstempel wies noch den alten Ortsnamen auf, 1894 wurde ein neuer Stempel mit dem Ortsnamen Foochow geliefert.

### Hankow
Hankow ist ein Flusshafen am Jangtsekiang, der 1860 für den britischen Handel geöffnet wurde. Das britische Postamt bestand ab 1872 und verwendete von 1878 bis 1883 einen Balkenovalstempel mit der Nummer D29.

### Kiungchow/Hoihow
Die Stadt Kiungchow mit dem Hafen Hoihow liegt auf der Insel Hainan und wurde 1860 für britische Händler geöffnet. Das erste Konsularpostamt entstand 1876 in der Stadt und verwendete den Balkenovalstempel D28. Bereits zwei Jahre später wurde das Postamt in den Hafen Hoihow verlegt. Das hohe Postaufkommen erforderte jedoch bereits 1879 die Wiedereröffnung des Postamtes in Kiungchow, so dass zwei Postämter bestanden.

### Ningpo
Die Konsularpost in Ningpo bestand seit 1842. Von 1870 an sind der Balkenovalstempel N1 zur Markenentwertung und der Ortsdatumsstempel NINGPO belegt.

### Shanghai
Eine Frachtpost bestand in Shanghai seit 1842 in den Räumlichkeiten des Konsulats. Das hohe Postaufkommen machte ein eigenes Gebäude notwendig, das 1861 bezogen wurde und 1867 den Status eines Postamtes erhielt. Der älteste Poststempel von 1861 verwendete die Schreibweise SHANGHAE, zur Entwertung der Briefmarken wurde bis 1865 ein Stempel mit einem Strahlenkranz verwendet, danach diente dazu ein Balkenovalstempel mit der Nummer S1.

### Swatow
Ein Frachtagentur, die auch Post sammelte, bestand seit 1861 im britischen Konsulat von Swatow. 1867 wurde ein britisches Postamt im chinesischen Stadtteil auf der Nordseite des Han Jiang eröffnet, das mit dem Ortsstempel Swatow und dem Balkenovalstempel S2 ausgestattet wurde. 1883 wurde ein zweites Postamt auf dem Gelände der Handelsniederlassungen und Konsulate südlich des Flusses eröffnet.

### Tientsin
Tientsin erhielt 1882 ein britisches Postamt, das wegen der starken Konkurrenz durch ein deutsches, französisches, japanisches und russisches Auslandspostamt schon 1890 wieder geschlossen wurde. Am 1. Oktober 1906 wurde das britische Postamt unter der Leitung der Chinese Engineering and Mining Co. wieder eröffnet.

## Pachtgebiet Wei Hai Wei
Wei Hai Wei wurde am 24. Mai 1898 ein britisches Pachtgebiet. Es bestand zu diesem Zeitpunkt weder ein chinesisches Staatspostamt noch ein privater Postdienst im Territorium. Das chinesische Postamt wurde im März 1899 eröffnet, im September 1899 entstand eine britische Postagentur auf der vorgelagerten Insel Liu Kung Tau. Zur Markenentwertung kam ein querovaler Stempel mit der Inschrift LIU KUNG TAU * POST OFFICE. * zum Einsatz. Am 1. April 1904 eröffnete eine weitere Postagentur in der britischen Marinebasis Port Edward, die einen dreizeiligen Kastenstempel verwendete. Das Pachtgebiet wurde 1930 an China zurückgegeben und die britischen Postagenturen geschlossen.

## Briefmarken

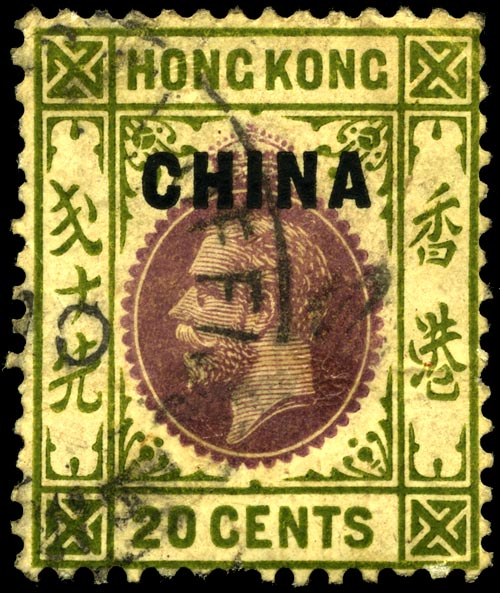
Briefmarke zu 20 Cent von 1917

Briefmarken der britischen Post in China wurden erst am 1. Januar 1917 eingeführt. Es handelt sich um Briefmarken Hongkongs mit einem schwarzen horizontalen Aufdruck CHINA. Die Einführung dieser Briefmarken war notwendig geworden, weil nach dem gescheiterten Versuch Yuan Shikais in China wieder eine Monarchie einzuführen, das Land im Chaos versank und der Wert der Währung verfiel. Um spekulativen Briefmarkenkäufen vorzubeugen, wurden die Marken mit Aufdruck nur gegen chinesische Silberdollar und nicht gegen höherwertige Hongkong-Dollar verkauft; sie waren auch nur in den Postämter der Vertragshäfen und im Pachtgebiet Wei Hai Wei gültig. Insgesamt werden 28 verschiedene Werte katalogisiert, die letzten 11 Werte kamen erst im März 1922 an die Postschalter und sind wegen der kurzen Verwendungszeit gestempelt wertvoller, als im ungebrauchten Zustand. Gebrauchte Exemplare stammen meist aus dem Pachtgebiet Wei Hai Wei.